# Andrena nigroclypeata
Andrena nigroclypeata là một loài Hymenoptera trong họ Andrenidae. Loài này được Linsley mô tả khoa học năm 1939.